# 우자취시
우자취시(위구르어: ئۇجاچۇ شەھرى 우자추 시, 중국어: 五家渠市, 병음: Wèiyāng Qū)는 신장 위구르 자치구의 북쪽에 위치한 도시이다. 우루무치의 북쪽에 위치해 있다.

## 기후
연평균 기온은 11.3°C이고 연일조시간은 2743~3226시간이다.

## 인구
우자취시의 인구는 96,788명(2018년)이다. 민족구성은 한족이 96.29%로 절대 다수를 차지하고 소수민족은 5% 미만이다.
| 민족     | 인구   | 비율   |
| -------- | ------ | ------ |
| 한족     | 93,202 | 96.29% |
| 후이족   | 2,074  | 2.14%  |
| 몽골족   | 472    | 0.49%  |
| 만주족   | 210    | 0.22%  |
| 카자흐족 | 101    | 0.1%   |
| 러시아족 | 58     | 0.06%  |
| 위구르족 | 52     | 0.05%  |
| 기타     | 619    | 0.64%  |

## 행정 구역
3개 가도를 관할한다.
- 가도: 军垦路街道, 青湖路街道, 人民路街道.

## 같이 보기
- 신장생산건설병단

1. ↑  “3-7 各地、州、市、县(市)分民族人口数_人口与就业_新疆维吾尔自治区统计局”. 2020년 11월 1일. 2020년 11월 1일에 원본 문서에서 보존된 문서. 2022년 11월 24일에 확인함.